# Katibat Jabal al-Islam
Katibat Jabal al-Islam (turc : Islam Dagi Taburu, le « Bataillon de la montagne islamique ») est un groupe salafiste djihadiste actif depuis 2012 lors de la guerre civile syrienne.

## Histoire

### Fondation
La Katibat Jabal al-Islam est fondé en 2012, dans le gouvernorat de Lattaquié. 

### Idéologie
Le groupe est djihadiste et proche du Front al-Nosra. En juillet 2016, il annonce son soutien à l'Assemblée des clercs du Cham, qui regroupe des idéologues djihadistes comme le Saoudien Abdullah al-Muhaysini (en) ou l'Irakien Abou Maria al-Qahtani.

### Organisation
La Katibat Jabal al-Islam dispose d'effectifs peu importants. En 2015, elle revendique 300 combattants. En 2018, des images de propagande publiées par le groupe montrent au moins 50 hommes rassemblés. La plupart des combattants sont des Turkmènes de Syrie, mais le groupe compte également des Arabes dans ses rangs.
L'émir du groupe est Abou Ousama, son émir militaire est Abou Abid Ateyra et son chef religieux est le cheikh Fida Kharbotli, dit Abou Obeida, tué le 27 août 2018.

### Actions
Le gouvernorat de Lattaquié est presque entièrement reconquis par le régime syrien en 2015 et 2016, cependant la Katibat Jabal al-Islam demeure présente sur la ligne de front et continue de mener des actions de guérilla et des attaques inghimasi.